# Rap jul
"Rap jul" er en julesang af den danske pop/rockgruppe Shu-bi-dua fra 1973. Det var gruppens tredje single, og den er baseret på "White Christmas". Nummeret blev et hit og toppede som nummer fire på singlehitlisten.

## Baggrund
"Rap jul" er baseret på Bing Crosbys sang "White Christmas" fra 1942, der er skrevet af Irving Berlin. Shu-bi-duas udgave er en dansk undersættelse, som gruppen praktiserede i sin spæde start.
Bandet skrev sangen i september 1973 i Paul Meyendorffs lejlighed på samme aften, hvor de skrev "Stærk tobak".
Teksten handler om en and, som ikke glæder sig til jul, da alle spiser andesteg juleaften. Til sidst i nummeret bliver det afsløret at det er Anders And, som er afsender på sangen.

## Udgivelse
"Rap jul" blev udgivet få uger efter "Stærk tobak" i begyndelsen af december 1973, på trods af at bandets producer, Per Stan, havde sagt, at "Man kan ikke udsende to singler så tæt på hinanden", da det ville ødelægge salget. Gruppen fik dog overtalt ham, da "Rap jul" jo var en julemelodi, mens "Stærk tobak" var et mere traditionelt rocknummer.
Singlen blev udgivet med Shu-bi-duas udgave af "Det kimer nu til julefest" som B-side, der har tekst af N.F.S. Grundtvig i 1817 og melodi af Carl Christian Nicolaj Balle i 1850.
"Rap jul" blev udgivet første gang som en dle af et album i 1978 på albummet Rap jul, der var et julealbum med blandede julesang fra forskellige kunstnere. Shu-bi-duas udgave af "Det kimer nu til julefest" var med på samme album. Den har siden indgået i en lang række blandede julealbums, bl.a. flere fra NOW Music og More Music.
Første gang nummeret blev udgivet pt en Shu-bi-dua-album var i 2001 med julealbummet Rap jul & godt nytår. Nummeret er også inkluderet på Shu-bi-dua 200 (2003). I 2010 blev alle gruppens studiealbummer udgivet i to forskellige samlede bokssæt kaldet Shu-bi-dua 1-9 og Shu-bi-dua 1-18, hvor gruppens første album havde "Rap jul" som bonusnummer.

## Spor
- "Rap Jul" - 3:59
- "Det Kimer Nu Til Julefest" - 2:25

## Medvirkende
- Michael Bundesen: Sang
- Michael Hardinger: Guitar, kor
- Bosse Hall Christensen: trommer
- Jens Tage Nielsen: Klaver, Orgel, el-orgel, Vokal
- Paul Meyendorff: Guitar, Vokal
- Niels Grønbech: Bas

## Modtagelse
Selvom gruppens producer ikke mente, at man kunne udsende to singler så tæt på hinanden, som Shu-bi-dua gjorde, så nåede "Rap jul" alligevel fjerdepladsen på Tipparaden.
"Stærk tobak", der var udsendt få uger før, nåede ottendepladsen på singlehitlisten.